# Canthon deyrollei
Canthon deyrollei là một loài bọ cánh cứng trong họ Bọ hung (Scarabaeidae).